# Saint-Martin-d'Ablois
Saint-Martin-d'Ablois is een gemeente in het Franse departement Marne (regio Grand Est). De plaats maakt deel uit van het arrondissement Épernay. Saint-Martin-d'Ablois telde op 1 januari 2022 1.355 inwoners.

## Geografie
De oppervlakte van Saint-Martin-d'Ablois bedroeg op 1 januari 2022 21,88 vierkante kilometer; de bevolkingsdichtheid was toen 61,9 inwoners per km².

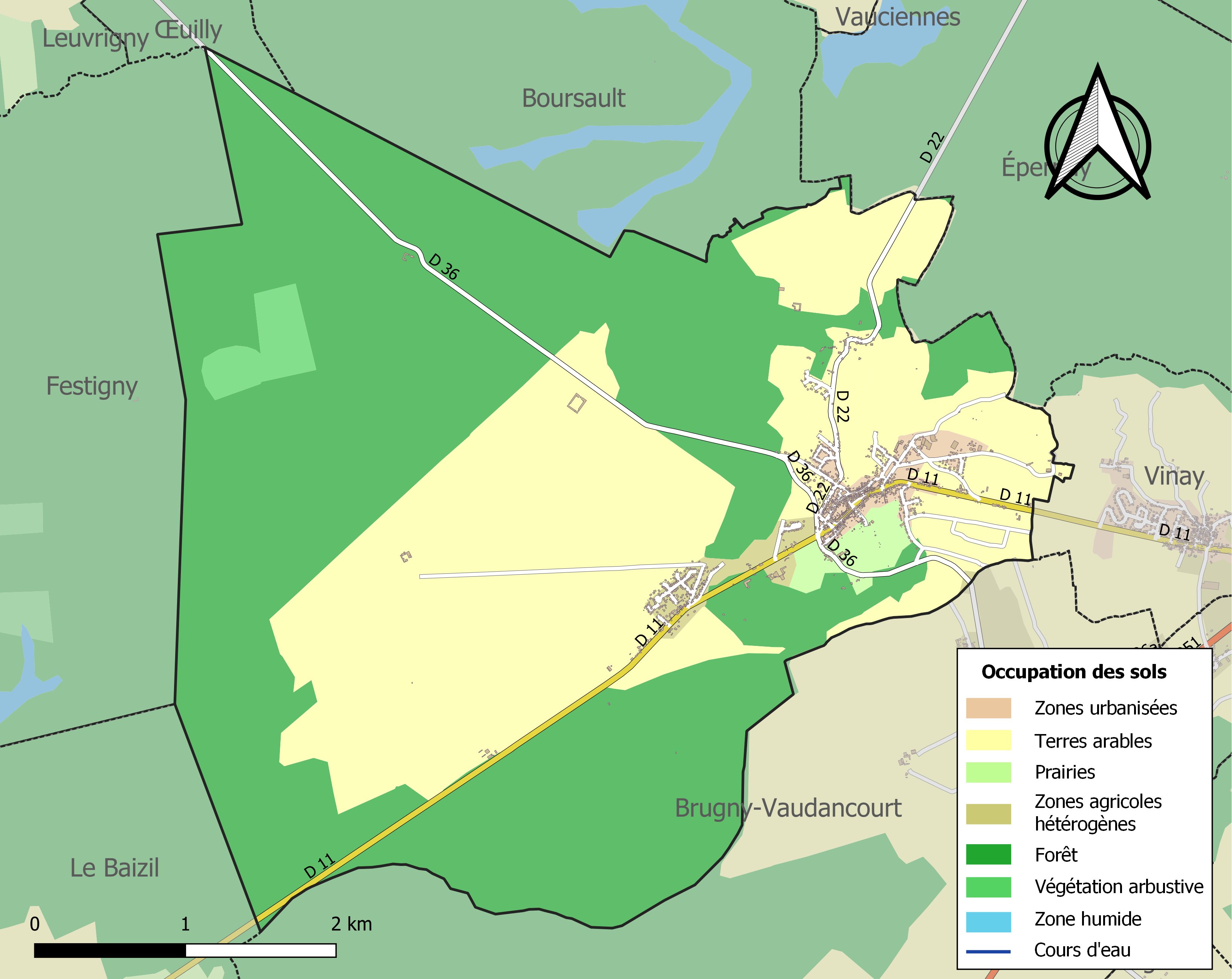
Kaart van de gemeente met de belangrijkste infrastructuur, bodemgebruik en omliggende gemeenten

## Demografie
Onderstaande figuur toont het verloop van het inwonertal (bron: INSEE-tellingen).